# Laakirchen
Laakirchen (in austro-bavarese Laakircha) è un comune austriaco di 9 806 abitanti nel distretto di Gmunden, in Alta Austria; ha lo status di città (Stadt).